# 料理の別人
『料理の別人』（りょうりのべつじん）は、TBS系列で放送された料理番組・バラエティ番組・特別番組である。

## 概要
料理が上手い芸能人と、普段料理をする習慣がない素人の芸能人がタッグを組み、名人が視界を塞がれた状態でインカム越しに素人に指示を出し料理を完成させる。完成した料理は審査員が試食し、正しい素材の選択や味の良し悪し、調理態度などを評価し、第1回はどちらか判定し、第2回以降は値段をつける。
2012年4月2日放送分の平均視聴率が4.9％と好評のため、同年6月28日に『スパモク!!』にて、『注文の多い料理人』として放送された。以降不定期で放送される。

## 出演者

### 司会
- 田村淳（ロンドンブーツ1号2号）
- 西尾由佳理（第2回）
- 松本志のぶ（第3回）

### 芸能界料理名人
- 木村祐一
- 杉本彩
- 梅沢富美男（第2回）
- 川越達也（第2回）
- 和田アキ子（第2回）
- 泉ピン子（第3回）

### ゲスト審査員
- 服部幸應
- 向井理（第2回）
- 笹野高史（第2回）
- 本田望結（第2回）
- 中尾彬（第2,3回）
- 神田うの（第2回）
- IKKO（第2回）
- ヨンア（第3回）

### 調理タレント
- 鈴木奈々
- 菊地亜美
- 嗣永桃子（Berryz工房）
- 坂口杏里
- ソンミ
- 上野まな
- デヴィ夫人（第2,3回）
- 渡辺直美（第2回）
- 春香クリスティーン（第3回）
- 道重さゆみ（モーニング娘。、第3回）
- 芹那（第3回）

### ナレーション
- 大平透

## ネット局

### 第1回
| 放送対象地域   | 放送局                | 系列    | 放送日時                    | 遅れ日数   |
| -------------- | --------------------- | ------- | --------------------------- | ---------- |
| 関東広域圏     | TBSテレビ（TBS）      | TBS系列 | 2012年4月2日 23:50 - 24:50  | 制作局     |
| 北海道         | 北海道放送（HBC）     | TBS系列 | 2012年4月2日 23:50 - 24:50  | 同時ネット |
| 山形県         | テレビユー山形（TUY） | TBS系列 | 2012年4月2日 23:50 - 24:50  | 同時ネット |
| 福島県         | テレビユー福島（TUF） | TBS系列 | 2012年4月2日 23:50 - 24:50  | 同時ネット |
| 新潟県         | 新潟放送（BSN）       | TBS系列 | 2012年4月2日 23:50 - 24:50  | 同時ネット |
| 長野県         | 信越放送（SBC）       | TBS系列 | 2012年4月2日 23:50 - 24:50  | 同時ネット |
| 静岡県         | 静岡放送（SBS）       | TBS系列 | 2012年4月2日 23:50 - 24:50  | 同時ネット |
| 岡山県・香川県 | 山陽放送（RSK）       | TBS系列 | 2012年4月2日 23:50 - 24:50  | 同時ネット |
| 福岡県         | RKB毎日放送（RKB）    | TBS系列 | 2012年4月2日 23:50 - 24:50  | 同時ネット |
| 長崎県         | 長崎放送（NBC）       | TBS系列 | 2012年4月2日 23:50 - 24:50  | 同時ネット |
| 熊本県         | 熊本放送（RKK）       | TBS系列 | 2012年4月2日 23:50 - 24:50  | 同時ネット |
| 沖縄県         | 琉球放送（RBC）       | TBS系列 | 2012年4月2日 23:50 - 24:50  | 同時ネット |
| 石川県         | 北陸放送（MRO）       | TBS系列 | 2012年4月12日 24:17 - 25:20 | 10日遅れ   |
| 青森県         | 青森テレビ（ATV）     | TBS系列 | 2012年4月15日 10:00 - 11:00 | 13日遅れ   |
| 中京広域圏     | 中部日本放送（CBC）   | TBS系列 | 2012年4月16日 24:50 - 25:55 | 14日遅れ   |
| 宮城県         | 東北放送（TBC）       | TBS系列 | 2012年4月18日 24:05 - 25:05 | 16日遅れ   |
| 鹿児島県       | 南日本放送（MBC）     | TBS系列 | 2012年5月20日 10:30 - 11:30 | 48日遅れ   |
| 大分県         | 大分放送（OBS）       | TBS系列 | 2012年6月2日 14:00 - 15:00  | 61日遅れ   |
| 愛媛県         | あいテレビ（ITV）     | TBS系列 | 2012年6月3日 13:00 - 14:00  | 62日遅れ   |
| 山口県         | テレビ山口（tys）     | TBS系列 | 2012年6月24日 15:54 - 16:54 | 83日遅れ   |
| 広島県         | 中国放送（RCC）       | TBS系列 | 2012年8月4日 15:00 - 16:00  | 145日遅れ  |
| 岩手県         | IBC岩手放送（IBC）    | TBS系列 | 2013年5月11日 13:00 - 14:00 | 405日遅れ  |

### 第2回
| 放送対象地域   | 放送局                    | 系列    | 放送日時                    | 遅れ日数   |
| -------------- | ------------------------- | ------- | --------------------------- | ---------- |
| 関東広域圏     | TBSテレビ（TBS）          | TBS系列 | 2012年6月28日 19:00 - 20:54 | 制作局     |
| 青森県         | 青森テレビ（ATV）         | TBS系列 | 2012年6月28日 19:00 - 20:54 | 同時ネット |
| 岩手県         | IBC岩手放送（IBC）        | TBS系列 | 2012年6月28日 19:00 - 20:54 | 同時ネット |
| 宮城県         | 東北放送（TBC）           | TBS系列 | 2012年6月28日 19:00 - 20:54 | 同時ネット |
| 山形県         | テレビユー山形（TUY）     | TBS系列 | 2012年6月28日 19:00 - 20:54 | 同時ネット |
| 福島県         | テレビユー福島（TUF）     | TBS系列 | 2012年6月28日 19:00 - 20:54 | 同時ネット |
| 山梨県         | テレビ山梨（UTY）         | TBS系列 | 2012年6月28日 19:00 - 20:54 | 同時ネット |
| 新潟県         | 新潟放送（BSN）           | TBS系列 | 2012年6月28日 19:00 - 20:54 | 同時ネット |
| 長野県         | 信越放送（SBC）           | TBS系列 | 2012年6月28日 19:00 - 20:54 | 同時ネット |
| 静岡県         | 静岡放送（SBS）           | TBS系列 | 2012年6月28日 19:00 - 20:54 | 同時ネット |
| 富山県         | チューリップテレビ（TUT） | TBS系列 | 2012年6月28日 19:00 - 20:54 | 同時ネット |
| 石川県         | 北陸放送（MRO）           | TBS系列 | 2012年6月28日 19:00 - 20:54 | 同時ネット |
| 鳥取県・島根県 | 山陰放送（BSS）           | TBS系列 | 2012年6月28日 19:00 - 20:54 | 同時ネット |
| 岡山県・香川県 | 山陽放送（RSK）           | TBS系列 | 2012年6月28日 19:00 - 20:54 | 同時ネット |
| 愛媛県         | あいテレビ（ITV）         | TBS系列 | 2012年6月28日 19:00 - 20:54 | 同時ネット |
| 長崎県         | 長崎放送（NBC）           | TBS系列 | 2012年6月28日 19:00 - 20:54 | 同時ネット |
| 熊本県         | 熊本放送（RKK）           | TBS系列 | 2012年6月28日 19:00 - 20:54 | 同時ネット |
| 鹿児島県       | 南日本放送（MBC）         | TBS系列 | 2012年6月28日 19:00 - 20:54 | 同時ネット |
| 北海道         | 北海道放送（HBC）         | TBS系列 | 2012年7月14日 14:03 - 16:00 | 16日遅れ   |
| 広島県         | 中国放送（RCC）           | TBS系列 | 2012年9月2日 13:54 - 15:54  | 66日遅れ   |
| 近畿広域圏     | 毎日放送（MBS）           | TBS系列 | 2012年9月16日 12:54 - 14:58 | 80日遅れ   |
| 大分県         | 大分放送（OBS）           | TBS系列 | 2012年9月16日 15:00 - 16:54 | 80日遅れ   |
| 沖縄県         | 琉球放送（RBC）           | TBS系列 | 2012年10月3日 14:55 - 16:53 | 97日遅れ   |
| 福岡県         | RKB毎日放送（RKB）        | TBS系列 | 2013年1月1日 23:59 - 25:59  | 197日遅れ  |
| 中京広域圏     | 中部日本放送（CBC）       | TBS系列 | 2013年2月9日 15:30 - 17:30  | 226日遅れ  |

### 第3回
| 放送対象地域   | 放送局                    | 系列    | 放送日時                    | 備考       |
| -------------- | ------------------------- | ------- | --------------------------- | ---------- |
| 関東広域圏     | TBSテレビ（TBS）          | TBS系列 | 2012年10月7日 19:00 - 20:54 | 制作局     |
| 北海道         | 北海道放送（HBC）         | TBS系列 | 2012年10月7日 19:00 - 20:54 | 同時ネット |
| 青森県         | 青森テレビ（ATV）         | TBS系列 | 2012年10月7日 19:00 - 20:54 | 同時ネット |
| 岩手県         | IBC岩手放送（IBC）        | TBS系列 | 2012年10月7日 19:00 - 20:54 | 同時ネット |
| 宮城県         | 東北放送（TBC）           | TBS系列 | 2012年10月7日 19:00 - 20:54 | 同時ネット |
| 山形県         | テレビユー山形（TUY）     | TBS系列 | 2012年10月7日 19:00 - 20:54 | 同時ネット |
| 福島県         | テレビユー福島（TUF）     | TBS系列 | 2012年10月7日 19:00 - 20:54 | 同時ネット |
| 山梨県         | テレビ山梨（UTY）         | TBS系列 | 2012年10月7日 19:00 - 20:54 | 同時ネット |
| 新潟県         | 新潟放送（BSN）           | TBS系列 | 2012年10月7日 19:00 - 20:54 | 同時ネット |
| 長野県         | 信越放送（SBC）           | TBS系列 | 2012年10月7日 19:00 - 20:54 | 同時ネット |
| 静岡県         | 静岡放送（SBS）           | TBS系列 | 2012年10月7日 19:00 - 20:54 | 同時ネット |
| 富山県         | チューリップテレビ（TUT） | TBS系列 | 2012年10月7日 19:00 - 20:54 | 同時ネット |
| 石川県         | 北陸放送（MRO）           | TBS系列 | 2012年10月7日 19:00 - 20:54 | 同時ネット |
| 中京広域圏     | 中部日本放送（CBC）       | TBS系列 | 2012年10月7日 19:00 - 20:54 | 同時ネット |
| 近畿広域圏     | 毎日放送（MBS）           | TBS系列 | 2012年10月7日 19:00 - 20:54 | 同時ネット |
| 鳥取県・島根県 | 山陰放送（BSS）           | TBS系列 | 2012年10月7日 19:00 - 20:54 | 同時ネット |
| 岡山県・香川県 | 山陽放送（RSK）           | TBS系列 | 2012年10月7日 19:00 - 20:54 | 同時ネット |
| 広島県         | 中国放送（RCC）           | TBS系列 | 2012年10月7日 19:00 - 20:54 | 同時ネット |
| 山口県         | テレビ山口（tys）         | TBS系列 | 2012年10月7日 19:00 - 20:54 | 同時ネット |
| 愛媛県         | あいテレビ（ITV）         | TBS系列 | 2012年10月7日 19:00 - 20:54 | 同時ネット |
| 高知県         | テレビ高知（KUTV）        | TBS系列 | 2012年10月7日 19:00 - 20:54 | 同時ネット |
| 福岡県         | RKB毎日放送（RKB）        | TBS系列 | 2012年10月7日 19:00 - 20:54 | 同時ネット |
| 長崎県         | 長崎放送（NBC）           | TBS系列 | 2012年10月7日 19:00 - 20:54 | 同時ネット |
| 熊本県         | 熊本放送（RKK）           | TBS系列 | 2012年10月7日 19:00 - 20:54 | 同時ネット |
| 大分県         | 大分放送（OBS）           | TBS系列 | 2012年10月7日 19:00 - 20:54 | 同時ネット |
| 宮崎県         | 宮崎放送（MRT）           | TBS系列 | 2012年10月7日 19:00 - 20:54 | 同時ネット |
| 鹿児島県       | 南日本放送（MBC）         | TBS系列 | 2012年10月7日 19:00 - 20:54 | 同時ネット |
| 沖縄県         | 琉球放送（RBC）           | TBS系列 | 2012年10月7日 19:00 - 20:54 | 同時ネット |

## スタッフ
- チーフディレクター：久野公嗣
- プロデューサー：高橋智大
- 制作協力：テレバイダー・エンタテインメント
- 製作著作：TBS